# Колосняк многостебельный
Колосняк многостебельный (лат. Leymus multicaulis) — вид травянистых растений рода Колосняк (Leymus) семейства Злаки (Poaceae).

## Ботаническое описание
Многолетние травянистые растения. Корневище ползучее с длинными тонко-шнуровидными корневыми мочками. Стебли в числе нескольких, прямые или коленчато-приподнимающиеся, 30—60 см высотой и 1—2,5 мм толщиной, голые, лишь на верхушке немного шероховатые, при основании одетые вместе с прикорневыми листьями длинными буровато-серыми остатками листовых влагалищ. Листья серовато-зелёные, жестковатые, по краям шероховатые, плоские и отчасти некоторые с завороченными краями, 3—6 мм шириной, прикорневые в 2—4 раза короче стебля; влагалища их гладкие, язычок очень короткий или его совсем не бывает.
Колос линейный, прямой, плотный или в нижней части с несколько расставленными колосками, 5—9 см длиной и 6—12 мм шириной; общий стержень его с коротко и жёстко-реснитчатыми члениками 2—6 мм длиной. Колоски зелёные, иногда с фиолетовым оттенком 8—11, редко до 14 мм длиной, сидящие по 2—3 вместе и содержащие 2—6 цветков. Колосковые чешуйки шиловидные, тонко-заострённые, с 1 жилкой, по жилке и по краям усаженные короткими шиповидными волосками, 4—7 мм длиной и ⅕—¼, редко до ⅓ мм шириной. Наружная прицветная чешуйка яйцевидно-ланцетовидная, с плёнчатыми, обыкновенно завороченными на внутреннюю сторону краями, 5—6 (без ости) мм длиной и 1,5—2 мм шириной, голая, лоснящаяся, с неясными лишь на верхушке заметными жилками, на конце заострённая или переходящая в короткую (1—2 мм длиной) шероховатую ость. Внутренняя прицветная чешуйка немного её короче, по килям коротко- и тонко-реснитчатая. 2n=28.

## Распространение и экология
Евразия. Встречается на солонцеватых лугах, солончаках, галечниках, у дорог.